# Championnat de Taïwan de football 2012
Navigation
Saison précédente Saison suivante
La saison 2012 du Championnat de Taïwan de football est la vingt-neuvième édition du championnat national, la City A-League. Les sept clubs participants sont regroupés au sein d'une poule unique où ils s'affrontent à deux reprises. Il n'y a ni promotion, ni relégation à l'issue de la saison.
C'est le club de Taiwan PCFC, tenant du titre, qui est à nouveau sacré cette saison après avoir terminé en tête du classement final, ne devançant Taipei City Tatung qu'à la différence de buts particulière. C'est le dix-neuvième titre de champion de Taïwan de l'histoire du club. 

## Les clubs participants
- Kaohsiung County Taipower
- Taipei City Tatung
- Tainan City
- Ming Chuan University FC
- Hasus TSU
- NSTC FC
- I-Shou University FC

## Compétition
Le classement est établi sur le barème de points classique (victoire à 3 points, match nul à 1, défaite à 0). Pour départager les égalités, on tient d'abord compte des confrontations directes, de la différence de buts générale, puis du nombre de buts marqués.

### Classement
| Rang | Équipe                     | Pts | J  | G | N | P | Bp | Bc | Diff |
| ---- | -------------------------- | --- | -- | - | - | - | -- | -- | ---- |
| 1    | Kaohsiung County TaipowerT | 27  | 12 | 8 | 3 | 1 | 32 | 5  | +27  |
| 2    | Taipei City Tatung         | 27  | 12 | 9 | 0 | 3 | 30 | 14 | +16  |
| 3    | NSTC FC                    | 22  | 12 | 7 | 1 | 4 | 23 | 22 | +1   |
| 4    | Hasus TSU                  | 17  | 12 | 5 | 2 | 5 | 28 | 23 | +5   |
| 5    | Ming Chuan University FC   | 16  | 12 | 5 | 1 | 6 | 30 | 31 | -1   |
| 6    | Tainan City                | 6   | 12 | 1 | 3 | 8 | 13 | 23 | -10  |
| 7    | I-Shou University FC       | 5   | 12 | 1 | 2 | 9 | 9  | 47 | -38  |

|  | Qualification pour la Coupe du président de l'AFC 2013 |
|  | T : Tenant du titre                                    |

## Bilan de la saison
| Championnat de Taïwan de football 2012 |                                       |
| Champion                               | Kaohsiung County Taipower (19e titre) |
| Qualifications continentales           |                                       |
| Coupe du président de l'AFC 2013       | Kaohsiung County Taipower             |
| Promotions et relégations              |                                       |
| Promus en A-League                     | Aucun                                 |
| Relégués                               | Aucun                                 |